# James Wan
James Wan (* 27. února 1977 Kuching) je australský režisér, filmový producent, scenárista a střihač čínského původu. V jeho sedmi letech se jeho rodina přestěhovala do australského Perthu. Studoval školu ve městě Canberra a o film se zajímal již v 11 letech, proto také nastoupil na školu Royal Melbourne of Technology v Melbourne. V roce 2000 natočil svůj první hraný film Stygian a vyhrál cenu Best Guerilla Film. Během studia se také seznámil s Leighem Whannellem, se kterým později v roce 2004 natočil hit Saw: Hra o přežití.

## Filmografie

### Režisérská
- Stygian (2000)
- Saw (2003)
- Saw: Hra o přežití (2004)
- Saw 3 (2006)
- Zlověstné ticho (2007)
- Rozsudek smrti (2007)
- Insidious (2010)
- V zajetí démonů (2013)
- Insidious 2 (2013)
- Rychle a zběsile 7 (2015)
- V zajetí démonů 2 (2016)
- Aquaman (2018)
- Zhoubné zlo (2020)
- Aquaman a ztracené království (2023)

### Producentská
- Annabelle (2014)
- Demonic (2015)
- Insidious 3: Počátek (2015)
- Zhasni a zemřeš (2016)
- Annabelle: Zrození zla (2017)
- Insidious: Poslední klíč (2018)
- Sestra (2018)
- La Llorona: Prokletá žena (2019)
- V zajetí démonů 3 (2020)
- Mortal Kombat (2021)